# David Brewster
Sir David Brewster (Jedburgh, 11 dicembre 1781 – Allerly, 10 febbraio 1868) è stato un fisico e inventore scozzese, noto per il perfezionamento dello stereoscopio, inventato da Charles Wheatstone, e del caleidoscopio.

## Biografia
Nato a Jedburgh, in Scozia, dove suo padre, insegnante di prestigio era rettore alla grammar school (uno degli istituti superiori inglesi).
All'età di dodici anni viene mandato all'Università di Edimburgo, con la prospettiva del sacerdozio. Comunque, David Brewster aveva già dimostrato una forte inclinazione per le scienze naturali, frutto della sua amicizia con il "filosofo, astronomo e matematico autodidatta" - come lo definì sir Walter Scott - James Veitch di Inchbonny, che era particolarmente abile nel costruire telescopi.
Terminati gli studi teologici e ottenuta la licenza per predicare, Brewster viene distratto nei suoi doveri verso la sua professione da altri interessi. Nel 1799 il suo compagno di studi Henry Brougham lo convince a studiare la diffrazione della luce. I risultati dei suoi studi vengono comunicati di volta in volta attraverso articoli pubblicati sul Philosophical Transaction, rivista scientifica della Royal Society di Londra, e su altre riviste scientifiche.
Il fatto che altri scienziati, in particolare Etienne Louis Malus e Augustin Fresnel, stiano contemporaneamente perseguendo le stesse indagini in Francia, non invalida la rivendicazione di Brewster nei confronti delle proprie scoperte indipendenti, anche se in uno o due casi la priorità va assegnata ad altri ricercatori. Un compagno di studi meno noto è Thomas Dick, destinato a diventare un popolare scrittore di astronomia.
I principali temi delle sue indagini possono essere elencati secondo le seguenti cinque categorie:
- La legge di polarizzazione di riflessione e rifrazione, e altre leggi sul fenomeno
- La scoperta della struttura di polarizzazione indotta dalla temperature e dalla pressione
- La scoperta di cristalli con due assi di doppia rifrazione, a molte altre leggi concernenti il fenomeno, inclusa la connessione tra struttura ottica e forma dei cristalli
- La legge della riflessione dei metalli
- Esperimenti sull'assorbimento della luce

Su questa linea di investigazione, importanza primaria va data alla scoperta:
- Della connessione tra l'indice di rifrazione e l'angolo di polarizzazione
- Dei cristalli biassiali
- Della produzione della doppia rifrazione da riscaldamento irregolare

Queste scoperte gli furono prontamente riconosciute. Già nel 1807 il Collegio Marischal di Aberdeen gli conferisce il titolo di Dottore in Legge, nel 1815 viene nominato membro della Royal Society e riceve la medaglia Copley, mentre nel 1818 la Società gli assegna la medaglia Rumford. Nel 1816 il French Institute gli assegna un premio di tremila franchi per le due più importanti scoperte in fisica da lui fatte in Europa nei due anni precedenti.

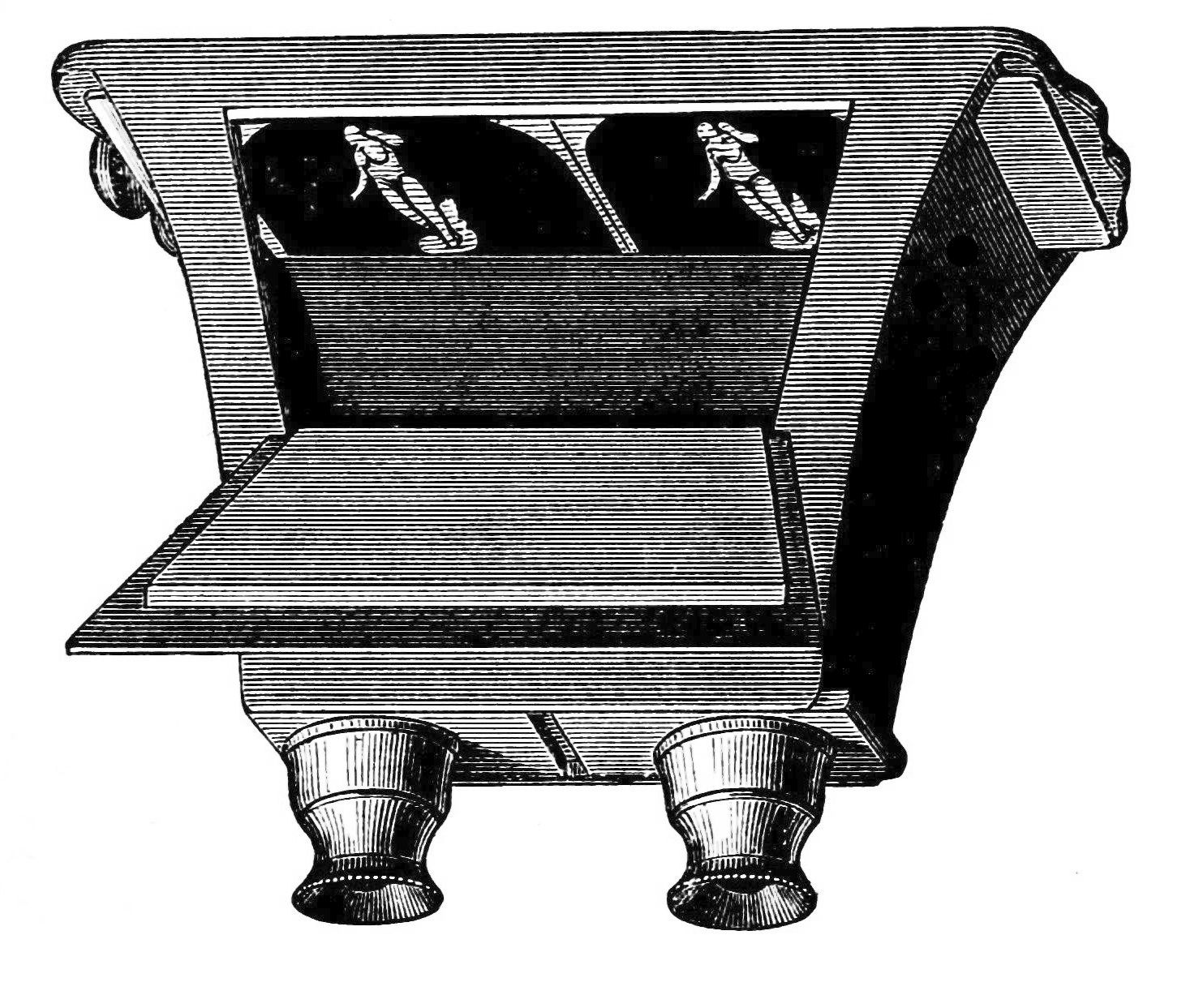
Lo stereoscopio di David Brewster

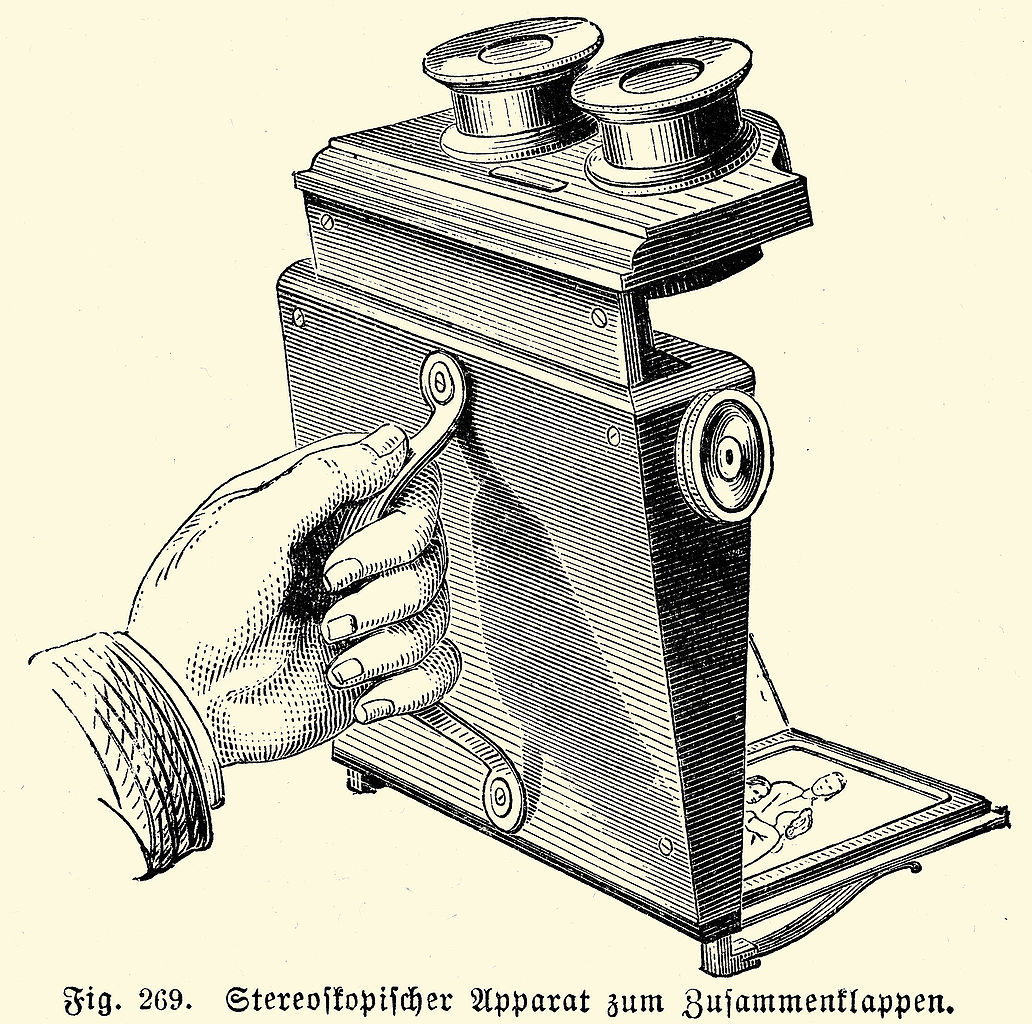
Stereoscopio pieghevole di David Brewster, in una illustrazione del 1877

Tra il pubblico non scientifico, la sua fama si sviluppa con più efficacia attraverso la sua riscoperta nel 1815 del caleidoscopio, che riscuote un notevole successo sia nel Regno Unito che negli Stati Uniti. Uno strumento di ancora maggiore interesse, lo stereoscopio, che, anche se molto più tardi (nel 1849-1950) e insieme al caleidoscopio, ha più di ogni altra cosa il merito di divulgare il suo nome, non è, come è spesso stato affermato, una sua scoperta. Fu sir Charles Wheatstone a scoprirne il principio applicandolo fin dal 1838 nella costruzione di un ingombrante ma efficace strumento, in cui le immagini stereoscopiche (disegni prima, fotografie poi) venivano combinate per mezzo di specchi. Il contributo di Brester fu quello di utilizzare delle lenti al posto degli specchi così da unire le due differenti immagini, e di conseguenza grazie allo stereoscopio lenticolare questa venne conosciuta come una invenzione.
Un più importante e pratico risultato delle ricerche ottiche di Brewster fu il miglioramento del sistema di puntamento dei fari inglesi. Anche se Fresnel, che fu il primo a mettere in pratica questo strumento, perfezionò l'apparecchio diottrico indipendentemente, Brester fu attivo nello stesso campo di ricerca ben prima di Fresnel, descrivendo l'apparato diottrico nel 1812. Nel 1820 si fece promotore presso le autorità inglesi, due anni prima di Fresnel, cosicché l'adozione del sistema, si deve a questo suo persistente sforzo.
Sebbene le scoperte di Brewster siano importanti, non sono state il suo solo contributo alla scienza. Ha iniziato a scrivere nel 1799 come regolare contributore al Edinburgh Magazine, dove divenne redattore all'età di venti anni. Nel 1807 intraprende la direzione del nuovo progetto Edinburgh Encyclopaedia, di cui la prima parte appare nel 1808, e l'ultima non prima del 1830. Il suo contributo maggiore venne dato nel reparto scientifico, di cui molte voci sono frutto della sua penna. In un secondo tempo fu uno di coloro i quali contribuirono maggiormente all'Enciclopedia Britannica (nella settima e ottava edizione), scrivendo, tra le altre le voci su elettricità, idrodinamica, magnetismo, microscopio, ottica, stereoscopio ed elettricità voltaica.
Nel 1819 Brewster intraprende un ulteriore impegno editoriale, fondando assieme a Robert Jameson il Edinburgh Philosophical Journal, che prende il posto dell'Edinburgh Magazine. I primi dieci volumi usciti tra il 1819 e i 1824, vengono pubblicati sotto la direzione congiunta di Brewster e Jameson, i restanti quattro volumi usciti tra il 1825 e il 1826, videro la sola direzione di Jameson. Dopo la separazione da Jameson, Brester fonda nel 1824 l'Edinburgh Journal of Science, sedici volumi del quale escono sotto la sua direzione nel corso degli anni compresi tra il 1824 e il 1832, con molti articoli scritti di suo pugno.
Egli contribuì con tre o quattrocento documenti alla transazione di varie società di studio, così come scrisse molto per varie riviste. Apparvero settantacinque suoi articoli nella North British Review. Va fatta menzione inoltre della più importante tra tutte le sue opere, la biografia di Isaac Newton. Nel 1831 ha pubblicato infatti una breve racconto popolare della vita del filosofo nella Murray's Family Library, ma non fu in grado di pubblicare le più ampie Memorie della vita, degli scritti e delle scoperte di Sir Isaac Newton (Memoirs of the Life, Writings and Discoveries of Sir Isaac Newton) prima del 1855, un'opera che incarna più di venti anni di ricerche tra i manoscritti originali e altre fonti disponibili.

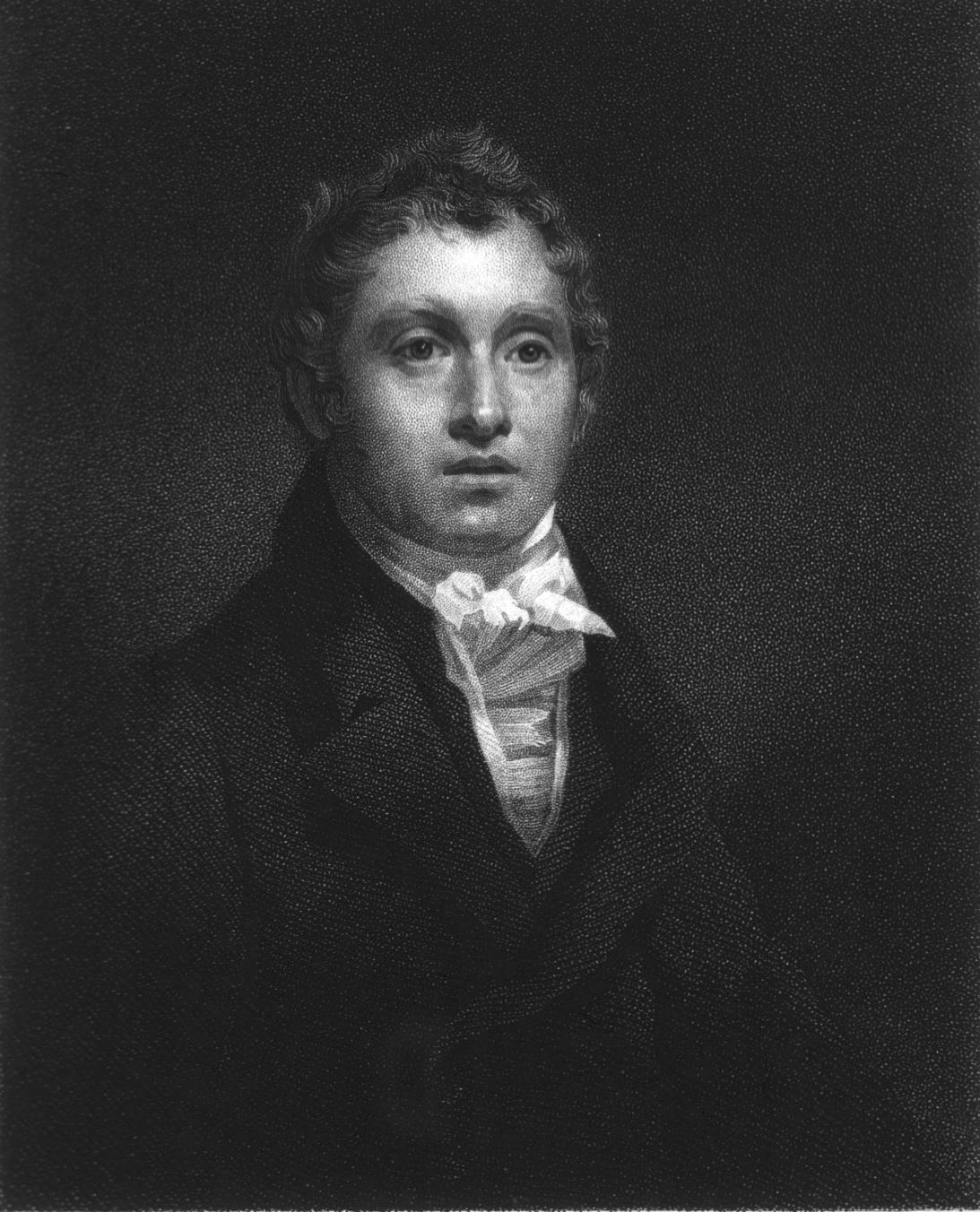
Incisione che ritrae un giovane David Brewster

La posizione di Brewster come redattore lo portò frequentemente a contatto con eminenti scienziati, e naturalmente fu tra i primi a riconoscere il beneficio maturato da una regolare comunicazione tra questi nel campo della scienza. In una recensione del libro di Charles Babbage Il declino della scienza in Inghilterra (Decline of Science in England), apparsa nella Quarterly Review di John Murray, Brewster suggerisce la creazione di una "associazione della nostra nobiltà, clero, alta borghesia e filosofi". Ciò ha trovato una rapida realizzazione nella British Association for the Advancement of Science, la cui prima riunione si è tenuta a York nel 1831 e di cui Brewster, congiuntamente a Babbage e Sir F.W. Herschell, ha avuto una parte fondamentale nella costituzione.
Nello stesso anno in cui la British Association ha tenuto la sua prima riunione, Brewster ricevette il titolo di cavaliere e la decorazione del Guelphic order of Hanover. Nel 1838 è stato nominato preside dei college di St. Salvator and St. Leonard, dell'Università di St. Andrews. Nel 1849 era presidente della British Association e fu eletto tra gli otto stranieri associati all'Institute of France, succedendo a Jöns Jakob Berzelius. Dieci anni più tardi accettò la carica di rettore dell'Università di Edimburgo, carica che ha tenuto fino a pochi mesi prima della sua morte.
Di temperamento eccitabile e nervoso, Brewster fu irritabile in materia di controversia, ma fu sottoposto a frequenti gravi provocazioni. Era uomo di fervente carattere religioso. Nel considerare il posto da lui occupato tra gli scopritori scientifici, la cosa più importante da tenere a mente è che il suo genio non fu propriamente matematico. Il suo metodo era empirico, e le leggi che ha stabilito, furono in genere il risultato di ripetuti esperimenti. Per la definitiva spiegazione dei fenomeni con i quali ha avuto a che fare, il suo contributo fu minore, e bisogna notare che fino alla fine della sua vita, ha sempre creduto fermamente nella teoria corpuscolare, non adottando mai esplicitamente la teoria delle onde di luce. Pochi potrebbero aver il coraggio di contestare il verdetto di James D. Forbes, redattore della ottava edizione della Enciclopedia Britannica: "La sua gloria scientifica è differente da quella di Young e Fresnel; ma lo scopritore della legge della polarizzazione dei cristalli biassiali, dell'ottica dei minerali e della doppia rifrazione da compressione, occuperà per sempre un posto principale nella storia intellettuale della nostra epoca".

## Opere

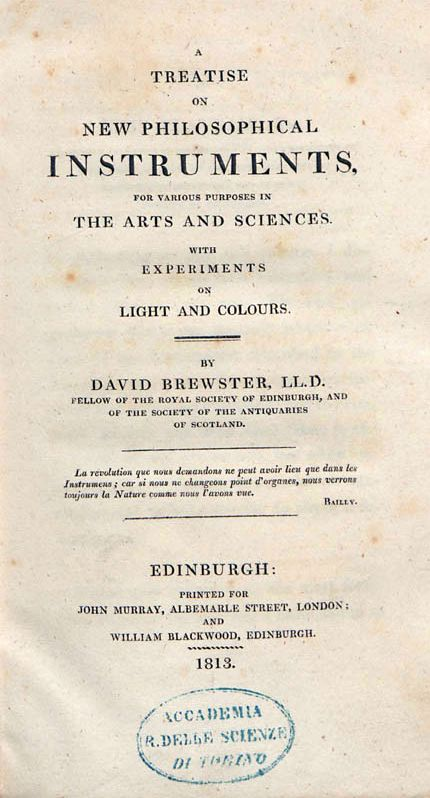
Treatise on new philosophical instruments for various purposes in the arts and sciences, 1813

- (EN) Treatise on new philosophical instruments for various purposes in the arts and sciences, Edinburgh, John Murray, 1813.
- Notes and Introduction to Carlyle's translation of Legendre's Elements of Geometry, 1824.
- Treatise on Optics, 1831.
  - (FR) Manuel d'optique, ou traité complet et simplifié de cette science [Treatise on Optics], Paris, Librairie encyclopedique de Roret, 1833.
- Letters on Natural Magic, 1832. (raccolta di lettere indirizzate a Sir Walter Scott)
- The Martyrs of Science, or the Lives of Galileo, Tycho Brahe, and Kepler, 1841.
- More Worlds than One, 1854.
- Memoirs of the Life, Writings and Discoveries of Sir Isaac Newton, 1855.